# Eva-Maria Ittner
Eva-Maria Ittner (Düsseldorf, 21 de septiembre de 1961) es una deportista alemana que compitió en esgrima, especialista en la modalidad de espada.
Ganó seis medallas en el Campeonato Mundial de Esgrima entre los años 1988 y 1997, y una medalla de bronce en el Campeonato Europeo de Esgrima de 1993. Participó en los Juegos Olímpicos de Atlanta, ocupando el séptimo lugar en las pruebas individual y por equipos.

## Palmarés internacional
| Representando a la RFA   |                             |                   |                    |
| Campeonato Mundial       |                             |                   |                    |
| Año                      | Lugar                       | Medalla           | Prueba             |
| 1988                     | Orleans (Francia)           | Medalla de oro    | Espada por equipos |
| 1990                     | Lyon (Francia)              | Medalla de oro    | Espada por equipos |
| Representando a Alemania |                             |                   |                    |
| Campeonato Mundial       |                             |                   |                    |
| Año                      | Lugar                       | Medalla           | Prueba             |
| 1991                     | Budapest (Hungría)          | Medalla de plata  | Espada individual  |
| 1992                     | La Habana (Cuba)            | Medalla de plata  | Espada por equipos |
| 1993                     | Essen (Alemania)            | Medalla de plata  | Espada por equipos |
| 1997                     | Ciudad del Cabo (Sudáfrica) | Medalla de plata  | Espada por equipos |
| Campeonato Europeo       |                             |                   |                    |
| Año                      | Lugar                       | Medalla           | Prueba             |
| 1993                     | Linz (Austria)              | Medalla de bronce | Espada individual  |